# Sergio Santamaría
Sergio Santamaría González (Malaga, 22 luglio 1980) è un ex calciatore spagnolo, di ruolo centrocampista.

## Carriera

### Club
Dopo aver segnato 52 gol con la squadra locale La Cala del Moral, si trasferì al Malaga per continuare la sua crescita professionistica, e dopo quattro stagioni si unì al Barcellona.
Nella stagione 1998-1999 il tecnico Llorenç Serra Ferrer lo promosse nel Barcellona B, un gruppo che comprendeva anche Luis García, Carles Puyol e Xavi. Il 19 maggio 2000 ha fatto la sua prima apparizione in prima squadra giocando 45 minuti contro il Celta Vigo.
Dopo la stagione successiva, in cui ha giocato esclusivamente per il Barcellona B, Santamaría iniziò una serie di prestiti fino a giugno 2005, il tutto in seconda divisione.
Durante l'estate del 2005, si trasferì all'Albacete per poi trasferirsi al Sant Andreu e al Logroñés; dopo una stagione il club lo cedette a causa dei problemi economici che aveva la squadra.
Il giocatore riprese la sua carriera calcistica successivamente con l'Alzira, l'Antequera (squadra nella sua nativa Andalusia) e l'Alhaurín de la Torre. Nel 2011 si ritirò dal calcio salvo poi ritornare nel 2013 all'Unión Estepona per poi ritirarsi definitivamente.

### Nazionale
Santamaría ha giocato per la nazionale spagnola Under-17, Under-18 e Under-21. Nel 1997 con la selezione Under-17 disputò il mondiale di categoria in Egitto, chiuso al terzo posto, dove giocò tutte le 6 partite della nazionale spagnola segnando due gol. Fu anche nominato miglior giocatore del torneo.

## Palmarès

### Individuale
- Miglior giocatore del Mondiale Under-17: 1

Egitto 1997